# عبد الله الحماد (لاعب كرة يد)
عبد الله الحماد مواليد 10 أكتوبر 1990، هو لاعب كرة يد سعودي يلعب كظهير أيسر. مثل نادي الهدى ومنتخب السعودية لكرة اليد.

## سجل المنافسة
شارك في البطولات التالية:
- بطولة العالم لكرة اليد للرجال 2015
- بطولة العالم لكرة اليد للرجال 2017